# Anchitrichia palmatiloba
Anchitrichia palmatiloba är en nattsländeart som beskrevs av Oliver S. Flint Jr. 1991. Anchitrichia palmatiloba ingår i släktet Anchitrichia och familjen smånattsländor. Inga underarter finns listade i Catalogue of Life.